# Charf-Mghogha
Charf-Mghogha (arabiska: الشرف مغوغة) är ett arrondissement i staden Tanger i Marocko. Antalet invånare var 201 122 vid folkräkningen 2014.